# ペトル・ムシャット
ペトル・ムシャット（Petru Muşat、? - 1391年）は、14世紀のモルダヴィア公（在位：1375年 - 1391年）。モルダヴィア貴族コステアとモルダヴィア公ボグダン1世の娘マーガレッタ・ムシャットの子。

## 生涯
1375年、叔父であるラツクの死を受け、即位した。1382年、ハンガリー王とポーランド王を兼ねていたラヨシュ1世の死によって両大国の結びつきが弱まったのを見てポーランドに接近し、1387年、ハンガリーからの脅威に対抗する目的でルオブ条約を締結した。1388年にはポーランドに3000ルーブルの借款を与える代償としてハリチウムを得た。1389年、友好関係にあるワラキア公国のミルチャ老公がポーランド王ヴラディスラフ2世と同盟条約を結ぶのを仲介した。
ペトル・ムシャットの治世は、国内・通貨貿易の隆盛により国家収入は著しく増大した。彼は最初のモルドヴァ銀貨を鋳造し、これは16世紀のステファニッツァ公の治世まで流通した。また、モルドヴァ府主教教会を建立して親戚のヨシフを府主教に任命した。もっともこれはコンスタンティノープル総主教庁の承認を受けていない非公式のものであり、正式に認められるのはかなり後日のこととなる。
1391年、ペトル・ムシャットは死去し公位は弟のロマン1世が継いだ。